# 乌比亚莱克拉内佐
乌比亚莱克拉内佐（義大利語：Ubiale Clanezzo），是意大利贝加莫省的一个市镇。总面积7.35平方公里，人口1404人，人口密度191.0人/平方公里（2009年）。国家统计（ISTAT）代码为016221。